# Karija
 Ovo je glavno značenje pojma Karija. Za druga značenja pogledajte Katedrala sv. Jakova Starijeg u Krbavi.
Karija (luv. Karuwa: „Strma zemlja“, grč. Καρία), povijesna je regija u jugozapadnom dijelu Male Azije na obali Egejskog mora. Nalazi se sjeverno od otoka Roda, a graniči s Jonijom, Lidijom, Pizidijom i Licijom. Karija je poznata kao domovina povjesničara Herodota, po mauzoleju u Halikarnasu, kraljici Artemiziji I., te po slavnim antičkim trgovcima.
U najranijem povijesnom razdoblju, Karija je bila naseljena Hetitima. Za Karijce se smatra kako su narod iz istočne Anatolije, dok Herodot tvrdi kako se radi o minojskim kolonizatorima. Nakon Trojanskog rata, Jonski i dorski Grci kolonizirali su regiju i uspostavili brojne polise, koji su se stoljećima razvijali kao gradovi-države, sve dok ih početkom 6. stoljeća pr. Kr. nisu pokorili Lidijci predvođeni Krezom. Sredinom istog stoljeća Kir Veliki širi Perzijsko Carstvo na Lidiju i Kariju, pod kojim su karijski gradovi uživali status lokalne autonomije. U doba Grčko-perzijskih ratova, karijska kraljica Artemizija I. predvodila je Kserksovu mornaricu u pohodu na Atenu. Glavni grad regije bio je Halikarnas, u kojem je perzijski satrap Mauzol dao sagraditi veličanstvenu grobnicu koja je popularna kao jedno od Sedam svjetskih čuda. Karija je domovina povjesničara Herodota, koji se rodio u Halikarnasu. Godine 334. pr. Kr. makedonski vojskovođa Aleksandar Makedonski priključuje Kariju svom carstvu. Regija dva stoljeća kasnije postaje dijelom Rimskog Carstva, a od doba vladavine cara Dioklecijana u 4. stoljeću pr. Kr. ima status zasebne rimske provincije. Kasnije je bila dijelom Bizanta odnosno Osmanskog carstva, dok je danas dio moderne Turske, izuzevši otočja koja pripadaju Grčkoj.

## Poveznice
- Povijest Grčke
- Perzijsko Carstvo
- Grčko-perzijski ratovi
- Herodot

## Vanjske poveznice
- Caria, Livius.org  Arhivirana inačica izvorne stranice od 1. siječnja 2015. (Wayback Machine)
- Antička Karija, AllAboutTurkey.com
- Britannica enciklopedija: Karija